# 스릅스카 공화국의 기
보스니아 헤르체고비나 내 스릅스카 공화국의 기는 1992년 5월 12일에 채택되었다. 이 기는 빨강, 파랑, 하양의 세 가지 동일한 가로 줄무늬로 구성된 직사각형 삼색기이다. 이는 세르비아 민간기와 거의 동일하지만, 가로세로 비율이 2:3이 아닌 1:2이고 색조가 약간 다르다.

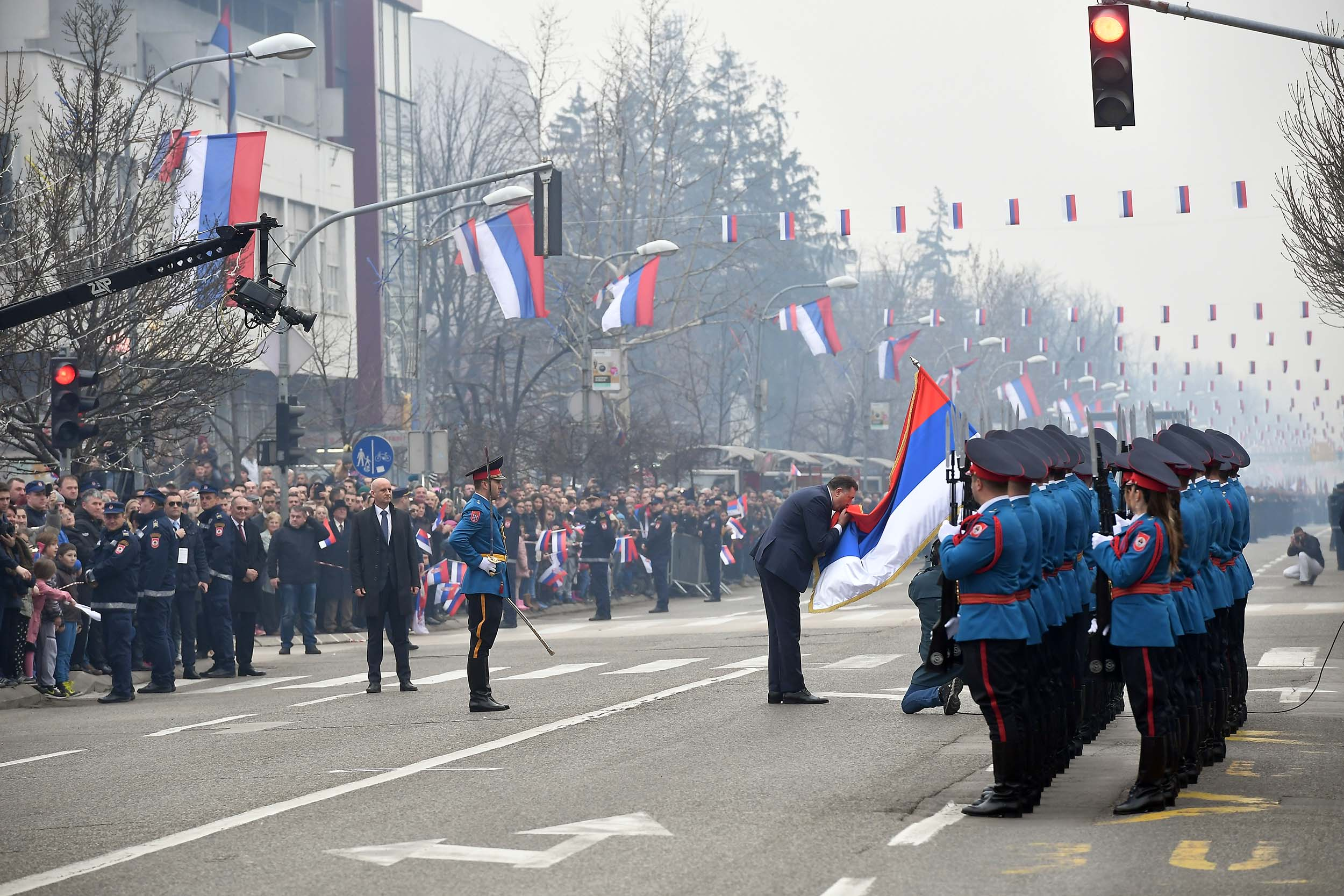
바냐루카에서 열린 공화국 기념일 행사 중의 스릅스카 공화국 국기

2007년에 보스니아 헤르체고비나 헌법재판소는 보스니아 헤르체고비나 연방의 기, 스릅스카 공화국 문장, 기타 스릅스카 공화국의 상징들을 위헌으로 선언했다. 법원은 그 상징들이 스릅스카 공화국에 거주하는 비세르브계 민족을 대표하지 않는다고 판결했다. 그러나 스릅스카 공화국의 국기는 헌법에 부합한다고 판정되었다. 법원은 색상 조합이 세르비아 삼색기와 관련이 있지만, 빨강, 파랑, 하양의 사용은 범슬라브색으로도 간주된다고 판결했다.

## 관련 기
세르비아 삼색기는 다른 국기들의 기초로 사용되었는데, 가장 두드러지게는 세르비아의 국기로 사용되었다. 몬테네그로 또한 다양한 파란색 색조로 세르비아 삼색기를 사용했다. 공산주의 유고슬라비아 하에서 세르비아와 몬테네그로 공화국은 동일한 디자인과 색상의 국기를 가졌다. 몬테네그로는 1993년에 국기의 비율과 파란색 색조를 변경하여 국기를 변경했고, 2004년까지 이 국기를 사용했다.
세르비아 삼색기는 또한 크로아티아 내 세르비아 소수 민족의 기의 기초가 되었다. 세르비아 십자가 있는 세르비아 삼색기는 세르비아 정교회의 기로 사용된다.
스릅스카 공화국의 국기는 많은 보스니아계 세르비아인들 사이에서 인기가 많으며, 그들은 보스니아 헤르체고비나 국기 대신 이 국기나 세르비아 국기를 게양하는 것을 선호한다.
또한, 이 국기를 거꾸로 들면 러시아의 국기와 비슷하게 보일 수 있다는 점에 유의해야 한다. 물론 러시아 국기는 2:3의 가로세로 비율을 사용하며, 더 명확한 범슬라브색을 가지고 있다.

## 색상 구성
깃발의 지정된 색상은 다음과 같다.
|          | 크림슨    | 하늘색     | 하양        |
| -------- | --------- | ---------- | ----------- |
| RGB      | 237/28/36 | 57/81/163  | 255/255/255 |
| 십육진법 | #ED1C24   | #3951A3    | #FFFFFF     |
| CMYK     | 0/88/85/7 | 65/50/0/36 | 0/0/0/0     |

## 갤러리
- 삼색기에 세르비아 십자를 묘사한 스릅스카 공화국의 비공식 국기 (1990년대에 자주 사용됨)
- 문장이 그려진 스릅스카 공화국의 비공식 국기
- 이전 문장이 그려진 스릅스카 공화국의 비공식 국기 (1995–2007)

### 군기
- 스릅스카 공화국 대통령의 군기 (2007년–현재)
- 스릅스카 공화국 대통령의 군기 (1995–2007)
- 스릅스카 공화국 총리가 사용한 군기 (1995–2007)
- 스릅스카 공화국 인민의회 의장의 이전 군기 (1995–2007)
- 스릅스카 공화국 국방부 장관의 이전 군기 (1995–2007)

## 같이 보기
- 보스니아 헤르체고비나의 국기
- 보스니아 헤르체고비나 연방의 기
- 세르비아 크라이나 공화국의 국기
- 러시아의 국기
- 아르헨티나의 미시오네스주